# Thelxinoe (Mond)
Thelxinoe (Jupiter XLII) ist einer der kleineren Monde des Planeten Jupiter.

## Entdeckung
Thelxinoe wurde im Jahre 2004 auf fotografischen Aufnahmen entdeckt, die am 9. Februar 2003 von Astronomen der Universität Hawaii gemacht worden waren. Der Mond hat am 30. März 2005 den offiziellen Namen Thelxinoe  von der  Internationalen Astronomischen Union (IAU) erhalten.
Benannt wurde der Mond nach Thelxinoe, einer der titanischen Musen.

## Bahndaten
Thelxinoe umkreist Jupiter in einem mittleren Abstand von 21.162.000 km in 628 Tagen und 43 Minuten. Die Bahn weist eine Exzentrizität von 0,2206 auf. Mit einer Neigung von 151,4° gegen die lokale Laplace-Ebene ist die Bahn retrograd, d. h., der Mond bewegt sich entgegen der Rotationsrichtung des Jupiter um den Planeten. 
Aufgrund ihrer Bahneigenschaften wird Thelxinoe der Ananke-Gruppe, benannt nach dem Jupitermond  Ananke, zugeordnet.

## Physikalische Daten
Thelxinoe besitzt einen Durchmesser von etwa 2 km. Ihre Dichte wird auf 2,6 g/cm³ geschätzt. Sie ist vermutlich überwiegend aus silikatischem Gestein aufgebaut.
Sie weist eine sehr dunkle Oberfläche mit einer Albedo von 0,04 auf, d. h., nur 4 % des eingestrahlten Sonnenlichts werden reflektiert. Ihre scheinbare Helligkeit beträgt 23,5m.